# Michael Graham Cox
Michael Graham Cox (Londres, 8 de enero de 1938-ibíd., 30 de abril de 1995) fue un actor británico.

## Carrera de actor
La parte fundamental de la carrera de Michael Graham Cox se desarrolló en los platós de televisión, en series dramáticas como Grange Hill, en la que interpretó al amable profesor Mr. Butterworth; o cómicas como Life Begins at Forty, en la que actuó junto a Derek Nimmo y Rosemary Leach.
Como actor cinematográfico, sólo es posible destacar dos pequeñas intervenciones en sendas películas de Richard Attenborough: A Bridge Too Far y Cry Freedom.
En su faceta de actor de voz puso la de Boromir en dos producciones diferentes, ambas basadas en El Señor de los Anillos, de J. R. R. Tolkien: la película animada de 1978 dirigida por Ralph Bakshi; y el serial radiofónico de 1981 producido y emitido por la BBC. También dio voz a Bigwig en la película animada, basada en la novela La colina de Watership, de Richard Adams. Intervino también en otros seriales de la BBC producidos y dirigidos por Jane Morgan (una amiga y colega de toda la vida) basados en la obra de Dickens. 

## Vida personal
Solo tuvo un fugaz matrimonio entre 1963 y 1964 con Davina Beswick, una actriz teatral, en aquel momento estudiante en el Bristol Old Vic. El matrimonio tuvo un único hijo, Dominic, nacido el 6 de octubre de 1963.

## Filmografía

### Cine
| Año  | Película                       | Personaje                                | Observaciones |
| ---- | ------------------------------ | ---------------------------------------- | ------------- |
| 1969 | Women in Love                  | Palmer                                   |               |
| 1973 | The Optimists of Nine Elms     | Aparcacoches                             |               |
| 1975 | King Arthur, the Young Warlord | Howard                                   |               |
| 1977 | A Bridge Too Far               | Capitán Cleminson                        |               |
| 1978 | Watership Down                 | Bigwig                                   | Voz           |
| 1978 | The Lord of the Rings          | Boromir                                  | Voz           |
| 1984 | The Little Drummer Girl        | Donald/Soldado                           |               |
| 1987 | Cry Freedom                    | Tercer oficial del control de pasaportes |               |

### Televisión
| Año     | Película             | Personaje                     | Observaciones |
| ------- | -------------------- | ----------------------------- | ------------- |
| 1960    | An Age of Kings      | Portador / Davy / Librador... |               |
| 1977    | Poldark              | Sid Rowse                     |               |
| 1978/80 | Life Begins at Forty | Gerry Simpsom                 |               |
| 1983    | Grange Hill          | Mr. Butterworth               |               |
| 1984    | The Gentle Touch     | Detective Jack Slater         |               |
| 1986    | Inside Story         | Alan Merton                   |               |